# Ian Smith (fotbalist)
Ian Smith (numele complet Ian Rey Smith Quirós; n. 6 martie 1998, Guápiles⁠(d), Limón Province⁠(d), Costa Rica) este un fotbalist profesionist din Costa Rica. El joacă pe postul de fundaș-dreapta la clubul Liga Deportiva Alajuelense⁠(d) din Primera División de Costa Rica, precum și la Echipa națională de fotbal a Costa Ricăi.
În luna mai 2018, a fost convocat ca al 23-lea jucător al echipei naționale de fotbal a Costa Ricăi pentru Campionatul Mondial de Fotbal 2018, care a avut loc în Rusia.